# Myophthiria reduvioides
Myophthiria reduvioides är en tvåvingeart som beskrevs av Camillo Rondani 1875. Myophthiria reduvioides ingår i släktet Myophthiria och familjen lusflugor. Inga underarter finns listade i Catalogue of Life.